# 多格內恰鄉

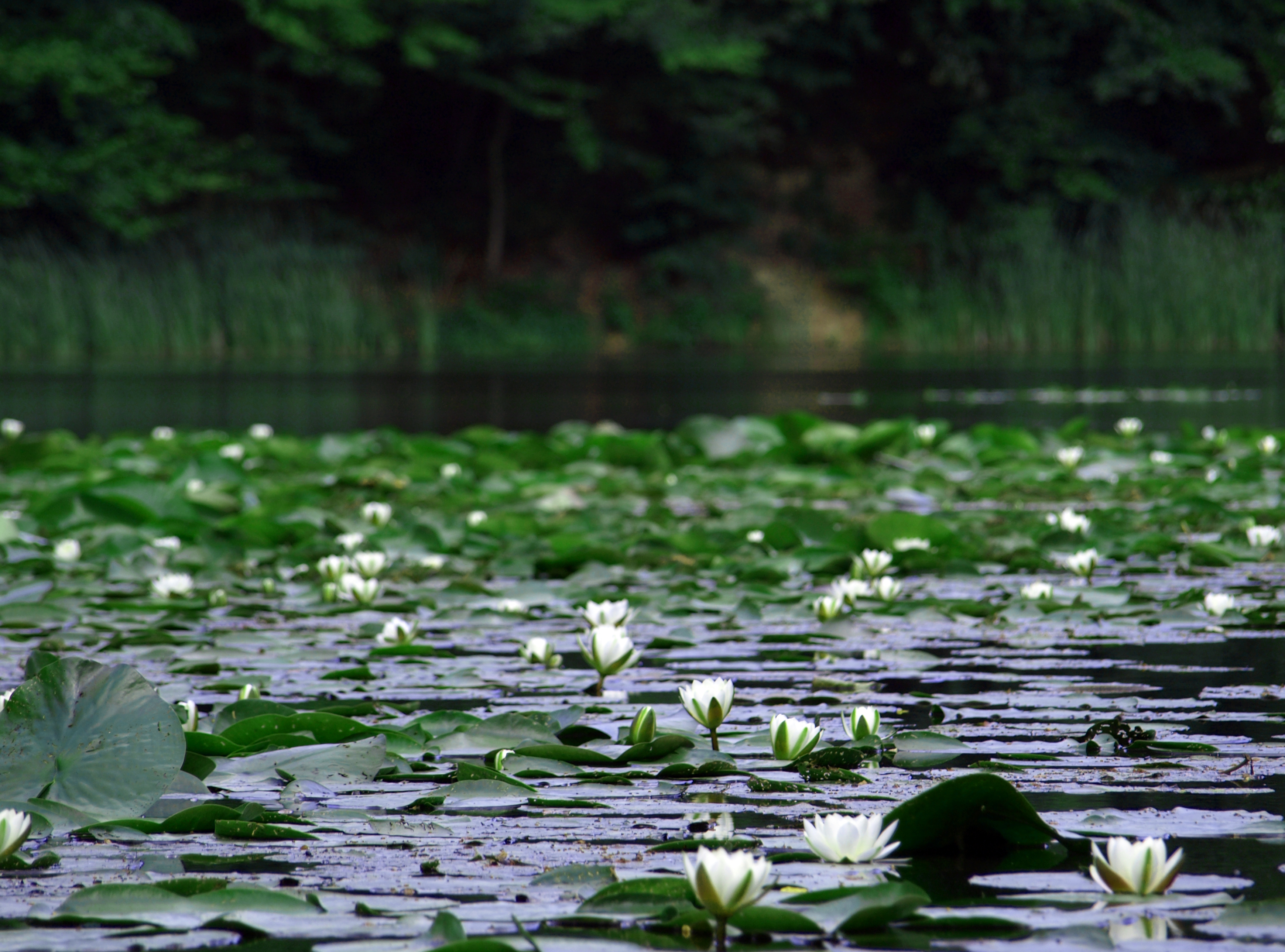

45°16′N 21°45′E / 45.267°N 21.750°E
多格內恰鄉（羅馬尼亞語：Comuna Dognecea, Caraș-Severin），是羅馬尼亞的鄉份，位於該國西南部，由卡拉什-塞維林縣負責管轄，面積76平方公里，海拔高度390米，2007年人口2,013，人口密度每平方公里27人。